# موزه هنرهای زیبا، تورنه
موزه هنرهای زیبا، تورنه (به فرانسوی: Musée des Beaux-Arts, Tournai) در بلژیک، یک موزهٔ هنری است.

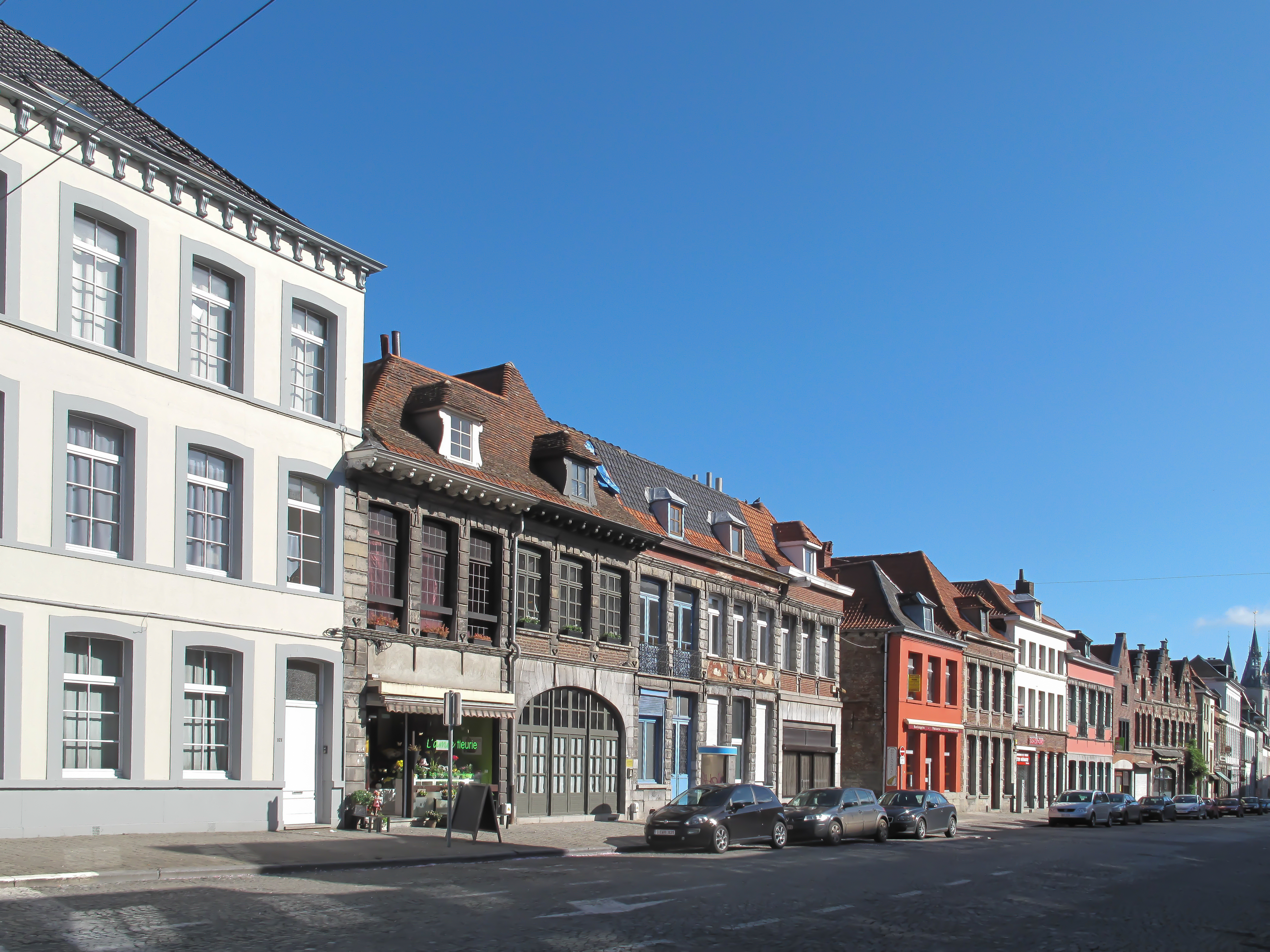
نمای از خیابان: خیابان سنت مارتین

در آغاز قرن بیستم، هانری ون کوتسم، کلکسیونر هنری بلژیکی، مجموعهٔ خود را در سال ۱۹۰۵ میلادی به شهر تورنه عرضه کرد. این مجموعه شامل آثار مهم نقاشان فرانسوی قرن نوزدهم مانند مانه، مونه، سورا و دیگران بود.
ویکتور هورتا معمار هنر نو بلژیکی شروع به تهیهٔ پیش‌طرح‌های ساختمان جدیدی کرد که حاوی کمک مالی ون کاتسم و سایر دارایی‌های متعلق به شهر تورنه بود، اما آغاز جنگ جهانی اول مانع گردید و ساخت و ساز به تعویق افتاد. هورتا اولین طرح‌های خود را که به سبک معمول هنر نو (آر نوو) ساخته شده بود، رها کرد و به سبک محبوب آرت دکو روی آورد. این ساختمان، که در سال ۱۹۲۸ میلادی افتتاح شد، یک نسخهٔ منحنی برازنده از خطی‌بودن معمولاً دقیقِ آرت دکو است؛ از این نظر، شبیه به ایستگاه مرکزی هورتا در بروکسل است.

## چستارهای وابسته
- مرکز هنرهای زیبا در بروکسل